# П'єр Фернандес Арман
Арманд (Арман) П'єр Фернандес (фр. Armand (Arman) Pierre Fernandez; нар. 17 листопада 1928, Ніцца, Франція — пом. 22 жовтня 2005, Нью-Йорк, США) — французький художник і скульптор, учасник руху нових реалістів, створеного критиком П'єром Рестані. З 1960 року створює асамбляжі («акумуляції») в техніці попарту. Найвідомішим є його 20-метровий монумент з автомобілів, залитих бетоном — «Довгострокова стоянка». Чоловік композиторки Ельян Радіг.

## Біографія

### Франція
Народився 1928 року в Ніцці у родині іспанського художника-аматора. Він почав малювати в десятирічному віці. Його інтерес до побутових предметів і різноманітних дрібних речей, з яких він пізніше буде створювати свої прославлені скульптури-«акумуляції», був не випадковим і почався з антикварної крамниці, що належала його батькові. Саме батько став його першим вчителем. Прадід Арманда колекціонував старі авто. А пристрасть до збирання передалася хлопцю від бабусі, яка ніколи нічого не викидала. Арманд згадував:
|  | Одного разу я заліз в її валізу, яка вабила мене своїм таємничим нутром, і був заворожений тим, що мені відкрилося. Склад найнеймовірніших предметів: від колекції пляшкових пробок до десятка різноманітних щипців. |

Спадкова пристрасть до збирання визначила його спосіб життя і мистецтво. У 1946—1949 роках Арманд Фернандес навчався в Школі декоративних мистецтв у Ніцці. Перед тим як серйозно зайнятися живописом, Арманд встиг послужити на початку 1950-х років санітаром у французькому Морському госпіталі під час війни в Індо-Китаї.
У 19 років Арманд Фернандес знайомиться з французьким художником-авангардистом Івом Кляйном: ця дружба багато в чому визначила інтерес Арманда до сучасного мистецтва. У 1950-ті роки на Арманда впливає також творчість абстракціоністів Нікола де Сталя і Сержа Полякова, а також німецького дадаїста Курта Швіттерса. У 1949—1951 роках навчається в Парижі в школі Лувру, де вивчає археологію країн Азії.
Арманд колекціонував китайську порцеляну, пістолети, радіоприймачі, годинники, настільні лампи Тіффані, документи і роботи сюрреалістів і дадаїстів, а його зібрання африканського мистецтва та старовинного японського військового спорядження подорожували по музеях світу. Так само він з молодості множив власні інтереси і заняття. Від шахів, до яких пристрастився в дитинстві (згодом ділив цю прихильність з Марселем Дюшаном), і китайської гри «го» — до дипломів з філософії та математики. Також він захоплювався астрологією, дзен-буддизмом, східними єдиноборствами, займався дзюдо (а згодом кунг-фу) разом із другом юності художником Івом Кляйном. Саме близький друг — Ів Кляйн — долучив його до східних єдиноборств, дзен-буддизму, астрології, вчення розенкрейцерів і Гурджиєва.
Підписуватися одним тільки ім'ям — Арманд — художник вирішує в 1951 році. Його псевдонім втрачає букву «д» в 1958 році — завдяки друкарській помилці в каталозі для однієї з перших його персональних виставок.
У 1959 році Арман несподівано пориває з усіма колишніми захопленнями. Одного разу, знайшовши у своєму ательє ящик, наповнений лампами, він вирішує представити його разом із вмістом у вигляді художньої композиції. Так він знаходить власну тему, обравши буденний предмет об'єктом своєї творчості. Саме тоді він створює свої перші «акумуляції» — масштабні споруди, зібрані зі всіляких побутових предметів. Спочатку він набивав прозорі контейнери з плексигласу різноманітним сміттям, демонструючи певне звалище, «відходи цивілізації». Свою першу серію він недарма назвав «Сміттєвий бак». У 1960 році Арман стає одним із засновників руху «Нові реалісти», створеного під егідою критика і теоретика мистецтва П'єра Рестані.

### США

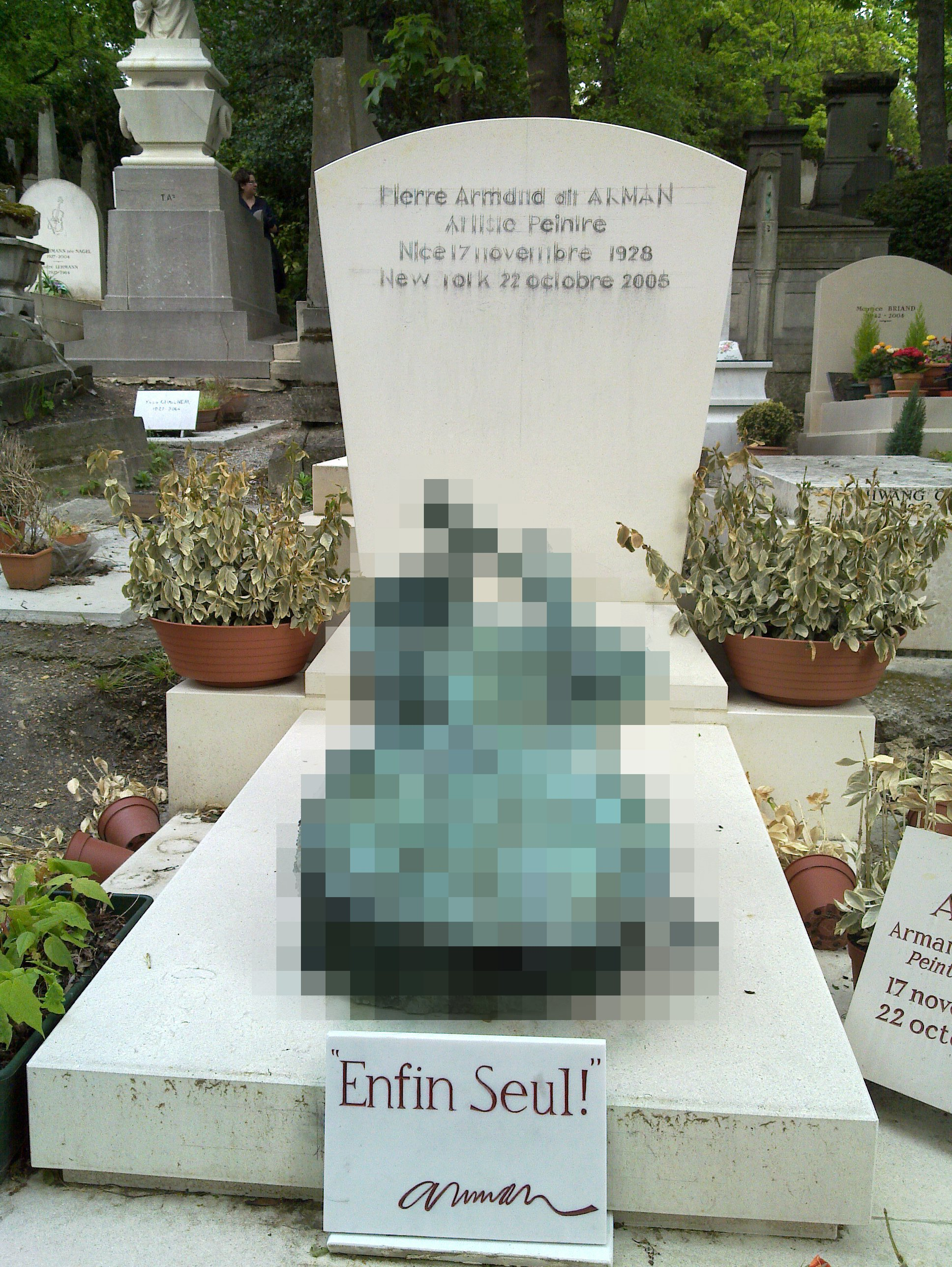

Захоплюючись арт-сценами Нью-Йорка, Арман в 1961 році їде в місто, «яке ніколи не спить». Відтоді він став щорічно проводити кілька місяців у Нью-Йорку. Америка в ту епоху була символом модернізму. З 1963 року він тривало живе в Нью-Йорку. Там він знайомиться з багатьма американськими художниками. Друзями Армана стають Джаспер Джонс, Роберт Раушенберг, з якими він познайомився ще в Парижі, і Енді Воргол. Арман — постійний відвідувач його салону авангарду «Фабрика», де збиралися шанувальники року, амфетамінового раю і прихильники сексуальної революції. В ідолі попарту він знайшов однодумця.
У цей час Арман також почав працювати над «Combustiones» (спалені об'єкти). Це був новий жанр: обвуглені уламки різноманітних предметів, замуровані в куби з прозорого плексигласу. З особливим задоволенням Арман руйнував і підпалював музичні інструменти, в тому числі скрипки і віолончелі. З 1967 року скульптор вже не задовольняється рукотворним мистецтвом і починає новий проект — «Мистецтво та індустрія»: відтепер його твори набувають дійсно промислового масштабу.
У 1967—1968 роках Арман викладає у Каліфорнійському університеті. У 1972 році отримує громадянство США. З 1975 року Арман сім років працював над монументальною скульптурою, де 59 легкових автомобілів влиті в бетонний стовп 20-метрової висоти (Жуі-ан-Жоза, парк фонду Картьє). У 1982 році він закінчив проект і назвав величезний монумент «Довгострокова парковка». 22 жовтня 2005 року Арман помер у Нью-Йорку у віці 76 років.

## Творчість
Ранні абстрактні полотна Армана відзначені впливом Сержа Полякова і Нікола де Сталя. Під впливом картин Курта Швіттерса, він починає працювати з реальними об'єктами, створюючи хаотичні композиції. У 1959 році Арман знаходить нову форму для втілення — «асамбляжі» або «акумуляції» (предмети, зібрані в ящиках з прозорими стінками), що визначили індивідуальний стиль Армана. В 1960 році у відповідь на інсталяцію Кляйна під назвою «Порожнеча» — демонстрацію в Паризькій галереї порожньої кімнати (1958), — Арман виставив там свою гігантську акумуляцію «Наповненість», забивши різноманітним мотлохом той же самий простір від підлоги до стелі.
У перших асамбляжах експонувалися використані речі його друзів і невідомих людей. У плоских ящиках під склом збиралися однотипні предмети — взуттєві колодки, радіолампи, праски, сифони, кришки від пляшок, деталі годинникових механізмів, телефонних апаратів, целулоїдних ляльок тощо (акумуляція протигазів Home sweet home, 1960; акумуляція манометрів «Тиск піднімається», 1963). У таких роботах однорідні форми створюють декоративний рельєф, функціональне призначення речей метафоричне і наділяється певним символічним змістом.
Список предметів, з яких Арман створював свої акумуляції, що згодом стали його візитною карткою, нескінченний: гвинти, гайки, сокири, щипці, телефони, фотоапарати, годинники, револьвери, манометри, підшипники, різноманітні маханізми, кавоварки тощо. Скульптор з однаковим ентузіазмом збирав як мотлох і старі непотрібні предмети, — металеві брошки, ґудзики, розп'яття, так і вироби, щойно зійшли з конвеєра, — крила і капоти автомобіля, повітряні фільтри, автомобільні свічки, розвідні ключі, кросівки.
Техніки його робіт були різними: спочатку це були набиті побутовими предметами дерев'яні коробки та скляні вітрини, а згодом зварені або залиті цементом монументи. У серії «Королеви грошей» він наповнював прозорі жіночі бюсти банкнотами різних національних валют, тюбиками з фарбою, пробками. Ще один цікавий приклад акумуляції Армана — піраміда, складена з 120 бронзових виделок, під назвою «Гурман» перед відомим французьким рестораном «Труагро» в Роані.
У 1960 році Арман вступив до об'єднання «Нових реалістів» — художників, які прагнули до прямого відображення реалій сучасності, зафіксованих в матеріальному середовищі. Починаючи з 1961 року, Арман захоплюється протилежним акумуляції дійством — руйнуванням: Арман ламав, розпилював, палив, підривав — часто ці несамовиті сеанси перетворювалися на справжній перформанс. У великій серії «Гнів» (1961) він розколював на шматки, розплющував музичні інструменти, фіксуючи на дерев'яних панелях уламки: «Розбите фортепіано Ватерлоо Шопена» (1962); «Трактат про скрипку» (1963); «Концерт для віолончелі» (1963). Самі акції розколювання інструментів нерідко виконувалися публічно, перетворюючись на хепенінги, а втілення їх об'ємів у площинний рельєф символізувало завмерлий у просторових формах звук.
| k |  | k |

У Нью-Йорку Арману щастить: невдовзі після приїзду він виставляє свої акумуляції у Музеї сучасного мистецтва Нью-Йорка (МОМА). Арман створює дедалі абстрактніші роботи, на кшталт «Акумуляції Рено» (1967), зібраної з окремих автомобільних деталей, спеціально виготовлених для нього заводом Renault.
З 1970-х років Арман стає одним з найславетніших і затребуваних сучасних скульпторів. Його декоративні або патетичні акумуляції з'являються в самих різних точках світу. У 1975—1982 роках Арман створює один із найвідоміших своїх монументів — двадцятиметрову скульптуру «Довгострокова стоянка» з викривлених машин, залитих бетоном. На паризькому вокзалі Сен-Лазар також є незвичайний монумент Армана — колона з декількох десятків циферблатів, нагромаджених один на одного. Автор стверджував, що кількість зібраних разом об'єктів змінює їх якість і вигляд. Цю акумуляцію скульптор спорудив у 1985 році і назвав «Час для всіх». Купа побутових механізмів, зібраних у скульптурну форму, несподівано набуває нового символічного сенсу: вічності і скороминущості буття. На площі перед вокзалом є й інший монумент Армана «Вічна камера зберігання» — купа валіз, символ світу подорожей, безперервного руху, пристрасті до мандрівок і авантюр.
У 1990-х роках Арман створює гігантські настінні композиції «Каскади» — застиглі водоспади об'єктів, що спадають зі стін на підлогу. Скульптор після «руйнування» знову повертається до «збирання», але вже в новому напрямку — «реконструкції», збираючи з частин розчленованих їм предметів нові монументи. Розрізані на смуги деталі музичних інструментів (це були його улюблені об'єкти) він збирав знову — в тривимірні статуї в стилі неокубізма. Між розділених частин статуї Венери Мілоської Арман помістив сталеві фрези, перетворюючи її в інтерактивну скульптуру. До сторіччя статуї Свободи розрізав її копію і зібрав у новий монумент. Один із пізніх асамбляжей — «Дух Ямахи» (1997) складається з трьох частин розпиляного рояля, між якими вставлені два мотоцикли. Арман висловився і на «російську» тему: у 1998 році поставив на перетині Єлисейських Полів і авеню Монтеня скульптуру, що іменується «Ідеологічна дистиляція» і складається з 13 різновеликих зрощених статуй Леніна, що нагадує за формою самогонний апарат.
Слава прийшла до Армана за життя. Його ретроспективні виставки обійшли весь світ, його роботи зберігаються у музеях сучасного мистецтва у 90 країнах. Ставши американським громадянином, скульптор не розлучився з Францією і ділив час між Нью-Йорком і Парижем.
Наприкінці життя Арман повернувся до живопису, писав розкладені їм на частини скрипки, контрабаси, кавомолки. Французький арт-критик і куратор Нікола Бурріо сказав з приводу кончини художника:
|  | Арман був художником гранично радикальним і набагато випередив свій час. Він одним з перших усвідомив природу індустріального суспільства і сформовану їм красу. |

## Цікаві факти
- Умберто Еко назвав роботи Армана «поезією каталогів».
- Арман мав два громадянства, французьке і американське, а в особистому житті у нього було дві сім'ї та шестеро дітей.
- Як з'ясувалося при розпродажі колекції Енді Воргола на аукціоні Сотбі у 1988 році, він збирав роботи Армана із серії «Сміттєвий бак» і «Акумуляції»[16].

## Виноски
1. ↑  Маріон
2. ↑  https://collections.mnbaq.org/fr/artiste/600003993
3. ↑  Музей мистецтва Метрополітен — 1870.
4. 1 2  https://hedendaagsesieraden.nl/2018/02/08/arman/
5. ↑  https://hedendaagsesieraden.nl/2023/12/24/say-hello-wave-goodbye/
6. ↑  ArtÃ©mis et ActÃ©on — 1997.
7. ↑  Poubelle (uit: Edition MAT, collection '64)
8. ↑  Argusmyope
9. ↑  https://www.fine-arts-museum.be/nl/de-collectie/artist/arman-1
10. ↑  Ingelijst kunstwerk in blinddruk van geschept papier met de titel Violon Stuyvesant voorstellende drie violen en vervaardigd door Arman in 1987
11. ↑  Combien de marins, combien de capitaines
12. ↑  ZKM Center for Art and Media Karlsruhe — 1997.
13. ↑  https://hedendaagsesieraden.nl/2023/12/12/diana-kuppers/
14. ↑  https://web.archive.org/web/http://wallachprintsandphotos.nypl.org/catalog/315424
15. ↑  Арман (Arman) Фернандес. — dic.academic.ru(рос.)
16. 1 2 3 4 5  Время собирать, Алла Грачева — art.1september.ru[недоступне посилання з липня 2019] (рос.)
17. 1 2 3 4  Умер Арманд Пьер Фернандес, Ирина Кулик — Коммерсантъ (рос.)
18. 1 2 3  Арман В. Крючкова. — slovari.yandex.ru [Архівовано 2 квітня 2011 у Wayback Machine.] (рос.)
19. ↑  Armand Pierre Fernandez (1928—2005) — artfortune.com [Архівовано 4 березня 2016 у Wayback Machine.] (англ.)
20. ↑  Arman — fernandez-arman.com (англ.)